# František Lukl
František Lukl (* 30. října 1977 Kyjov) je český politik, od roku 2005 starosta města Kyjov, od roku 2015 předseda Svazu měst a obcí ČR (předtím v letech 2011–2015 místopředseda) a od července 2013 do ledna 2014 ministr pro místní rozvoj ve vládě Jiřího Rusnoka. Od roku 2020 je zastupitelem a náměstkem hejtmana Jihomoravského kraje, je členem hnutí STAN.

## Život
Po absolvování Klvaňova gymnázia v Kyjově (maturoval v roce 1996) vystudoval právo a právní vědu na Právnické fakultě Masarykovy univerzity (promoval v roce 2001). V roce 2010 navíc na téže fakultě získal za studium zprostředkované pod záštitou Nottingham Trent University titul MPA.
V letech 2001–2002 pracoval jako vedoucí právního oddělení Referátu kanceláře přednosty Okresního úřadu Hodonín. Od roku 2003 do roku 2005 pak působil na pozici vedoucího odboru kanceláře starosty s kompletní právní agendou města Kyjova.

## Politické působení
Do politiky se pokoušel vstoupit už v komunálních volbách v roce 1998, když kandidoval jako nestraník za US-DEU do Zastupitelstva města Kyjova (mandát však nezískal). Neuspěl ani v komunálních volbách v roce 2002, tentokrát už na kandidátce hnutí Sedmadvacítka nezávislých.
V průběhu volebního období 2002–2006 se však stal zastupitelem města Kyjova (po rezignaci předchozích zastupitelů za hnutí Sedmadvacítka nezávislých) a v únoru 2005 byl zvolen starostou města Kyjova (předchozí starosta Jan Letocha se totiž stal členem Rady Jihomoravského kraje a složil funkci). Mandát zastupitele obhájil na kandidátce hnutí Sedmadvacítka nezávislých jak v komunálních volbách v roce 2006, tak v letech 2010, 2014 a 2018 (stejně tak i křeslo starosty).
Do vyšší politiky se pokoušel neúspěšně proniknout v krajských volbách v roce 2012, kdy v Jihomoravském kraji vedl kandidátku "Sdružení nestraníků" (hnutí však získalo jen 3,89 % hlasů a do Zastupitelstva Jihomoravského kraje se nedostalo).
V červnu 2011 byl zvolen místopředsedou Svazu měst a obcí České republiky. O čtyři roky později v červnu 2015 jej pak Rada Svazu měst a obcí ČR zvolila svým předsedou.
Při sestavování své vlády mu designovaný premiér Jiří Rusnok nabídl 1. července 2013 post ministra pro místní rozvoj. Nabídku přijal 3. července 2013 s tím, že si bere z pozice starosty Kyjova neplacenou dovolenou a na zářijovém zastupitelstvu se zřejmě rozhodne o dalším postupu. Prezident Miloš Zeman jej do funkce jmenoval 10. července 2013. Starostenskou funkci si pak nakonec rozhodl ponechat.
Ve volbách do Poslanecké sněmovny PČR v roce 2013 kandidoval v Jihomoravském kraji jako lídr SPOZ (z pozice nestraníka), ale neuspěl.
V krajských volbách v roce 2020 byl z pozice nestraníka za hnutí STAN lídrem společné kandidátky „Starostové pro jižní Moravu“ (tj. STAN a SOL) v Jihomoravském kraji. Podařilo se mu získat mandát krajského zastupitele. Dne 11. listopadu 2020 se navíc stal náměstkem hejtmana Jihomoravského kraje pro kulturu a cestovní ruch. Též je členem Národní rady pro sport v rámci Národní sportovní agentury v oboru Sport a samospráva.
V únoru 2024 se stal z pozice člena hnutí STAN lídrem kandidátní listiny uskupení „Starostové pro jižní Moravu“ (tj. hnutí STAN a hnutí SOL) pro volby v září 2024 do Zastupitelstva Jihomoravského kraje. Mandát krajského zastupitele se mu podařilo obhájit. V listopadu 2024 se pak stal náměstkem pro oblast kultury a cestovního ruchu.